# Diego Llorente
Diego Javier Llorente Ríos (ur. 16 sierpnia 1993 w Madrycie) – hiszpański piłkarz występujący na pozycji obrońcy w hiszpańskim klubie Real Betis. W swojej karierze grał także w Realu Madryt. 
W reprezentacji Hiszpanii zadebiutował 29 maja 2016 w wygranym 3:1 meczu z Bośnią i Hercegowiną.